# 庫拉姆河

印度河水系圖

庫拉姆河（英語：Kurram River；普什圖語：‎），位於阿富汗帕克蒂亞省、霍斯特省，巴基斯坦聯邦直轄部落地區古勒姆特區、北瓦濟里斯坦特區及開伯爾-普什圖省。它匯集沙費德山脈南麓的諸多河流，最終成為印度河右岸的一條支流。
庫拉姆河在賈拉拉巴德西南邊約80公里處穿越阿富汗－巴基斯坦邊界，成為古代由喀布爾、加德茲到達今巴基斯坦西北部地區的重要捷徑。道路經由位於帕拉奚納西邊約20公里處，海拔3,439公尺的佩瓦山口，每年會有幾個月因大雪封山而關閉。庫拉姆河在流過320公里長後，於伊沙凱爾附近注入印度河。
庫拉姆河在《梨俱吠陀》中稱為克魯穆河（Krumu）。